# 911년

## 연호
- 후량(後梁) 개평(開平) 5년 / 건화(乾化) 원년
- 후백제(後百濟) 정개(政開) 12년
- 태봉(泰封) 수덕만세(水德萬歲) 원년
- 일본(日本) 엔기(延喜) 11년
- 전촉(前蜀) 영평(永平) 원년
- 오월(吳越) 천보(天寶) 4년

## 기년
- 후량(後梁) 태조(太祖) 5년
- 요(遼) 태조(太祖) 5년
- 신라(新羅) 효공왕(孝恭王) 15년
- 후백제(後百濟) 견훤(甄萱) 20년
- 태봉(泰封) 궁예(弓裔) 17년
- 발해(渤海) 대인선(大諲譔) 6년

## 사건
- 바이킹,노르망디 왕국 세움
- 궁예가 국호를 마진에서 태봉으로 바꾸고 연호를 수덕만세라 함.

## 사망
- 프랑크의 루트비히 4세, 동프랑크 왕국의 마지막 카롤링 가문의 왕